# かりんとう
かりんとう（かりん糖）は、小麦粉を砂糖・水・イーストや食塩・重曹などと共に練り合わせて棒状に成形した生地を、植物油で揚げ、黒砂糖や白砂糖で作った蜜をからめて乾燥させた、和菓子の一種である。花林糖と当て字で表現されることもある。膨化食品の一種。揚げ菓子の一つ。
庶民が慣れ親しんできた昔ながらの駄菓子である一方、高級和菓子で知られる老舗でも取り扱われる。現代日本では、胡麻の実、抹茶、大豆、蕎麦粉、ピーナッツ、各種の緑黄色野菜・根菜等々、様々な食材や、卵殻由来カルシウム等を生地に混ぜたものが市販されている。また従来、植物油で揚げていた生地を焼き上げ黒砂糖で作った蜜をからめた、焼きかりんとうも市販されている。なお、芋ケンピを「芋かりんとう」と呼び「かりんとう」と言えば芋ケンピをさす地方地域もあるが、見た目及び製法が似ているものの本項目の「かりんとう」とは別の菓子である。

## 歴史
起源については諸説あり、はっきりしていない。唐菓子を起源とする説によれば、奈良時代、遣唐使によってもたらされた唐菓子(油で揚げた索餅もしくは糫餅)であり、古代の上流階級に「捻頭（むぎかた）」の名で親しまれ、食されたという。江戸時代には関東にも広まり、天保年間には、江戸深川の山口屋吉兵衛が「花りんとう」の名で売り出して一気に評判を呼び、一時の江戸には200人の売り子が出たと言われる。明治初期には東京浅草周辺から庶民の味として親しまれるようになった。なお、現代の中国には「江米条」と呼ばれるかりん糖に似た菓子がある。また、日本の愛知県津島市の津島神社周辺地域（旧・尾張国海東郡、津島神社界隈）には「あかだ」「くつわ」と呼ばれる米粉を用いた油菓子がある。
南蛮菓子を起源とする説によれば、関連性を示す研究・文献はないものの、スペインにはペスティーニョと呼ばれる、かりん糖そっくりの菓子がある。兵庫県姫路地方のかりんとうは、姫路藩の河合寸翁による経済振興策の一環として、長崎に菓子職人を派遣してヨーロッパの製菓技術を学んだ事によって誕生したと言われている。

## ギャラリー
- 牛乳を使った白いかりんとう
- 姫路市内で売られているかりんとう
- 道の駅で売られているかりんとう
- かりんとう饅頭

## 地域差
関東のかりん糖は生地の発酵を長めに行い、比較的柔らかくて軽く、からめる蜜には白砂糖が用いられることもある。元々は上流階級の菓子として広まったもので、現在の高級なかりん糖の先駆けとなった。
一方、関西では硬めにこねた生地を用いるため、比較的硬めの食感を身上としており、先述の姫路地方で播州駄菓子（ばんしゅうだがし）と呼ばれるなど駄菓子として発達した。
東北地方ではバラエティに富み、岩手県の沿岸北部では棒状ではなく円盤状に成形した生地を揚げており、煎餅に似た形状が特徴である。秋田県では短冊状に加工したものがあり、味付けも味噌と砂糖をまぜたものを使う場合がある。宮城県では大崎市岩出山地区（旧・玉造郡岩出山町）の名物とされ、県内では袋だけでなく一斗缶に入った状態でも販売されている。

## 自家製のかりんとう
市販品のほかに家庭でも、食パンの耳を油で揚げ、砂糖や蜂蜜の汁に絡めて作るかりんとうがある。食感は、どちらかというとラスクに近い。サンドイッチを作る際などに食パンから切り落とした耳を再利用できることから、節約メニュー、幼稚園児の弁当の裏技としても薦められている。昭和初期生まれの人々には、子供の頃の思い出のおやつとして、このパンの耳のかりんとうを挙げる人も多い。